# تاريخ حزب البعث العربي الاشتراكي – قطر سوريا
توضح هذه المقالة تاريخ الفرع الإقليمي السوري لحزب البعث العربي الاشتراكي وهو (الحزب البعثي الأصلي و[[حزب البعث (الفصيل السوري)|الحزب الذي حكم سوريا حتى ٨ / ١٢ / ٢٠٢٤ و سقوط النظام الاسد في دمشق
https://ar.wikipedia.org/wiki/%D8%B3%D9%82%D9%88%D8%B7_%D9%86%D8%B8%D8%A7%D9%85_%D8%A7%D9%84%D8%A3%D8%B3%D8%AF

## التأسيس والسنوات الأولى

شعار حزب البعث العربي الإشتراكي

علم حزب البعث العربي الإشتراكي

تأسس حزب البعث في 7 أبريل 1947 على يد المسيحي ميشيل عفلق والمسلم السني صلاح الدين البيطار والعلوي زكي الأرسوزي. كان اندماج حزب البعث العربي الذي أسسه وقاده الأرسوزي وحركة البعث العربي بقيادة عفلق والبيطار الذي أسس الحزب. كان الحزب في البداية وسيلة لحركة التحرير الوطني ضد الحكم الفرنسي في سوريا ولبنان. بعد فترة وجيزة أنشأ حزب البعث نفسه كناقد للنواقص الأيديولوجية المتصورة للقومية السورية القديمة. أصبحت العروبة شعبية بين العرب بعد الحرب العالمية الثانية.
عفلق المنشئ الرئيسي للايديولوجية البعثية استمد كثيرا من الإسلام وقيمه. كتب أن زمن الرسول محمد يمثل المجتمع العربي المثالي وأن العرب قد سقطوا تحت حكم الإمبراطورية العثمانية والأوروبيين. البعث يعني الاستعادة ودعا برنامج الحزب إلى استعادة العرب من خلال التحديث. كان أهم تأثير على عفلق والبيطار هو الاشتراكية الأوروبية التي أصبحت أساس اشتراكيتهم العربية.
تم تأسيس الحزب رسميا في مؤتمر تأسيسه تحت اسم حزب البعث العربي. ذكر المؤتمر أن الحزب «قومي وشعبي واشتراكي وثوري» ويؤمن ب«وحدة وحرية الأمة العربية داخل وطنها». عارض الحزب نظرية الصراع الطبقي ولكنه أيد تأميم الصناعات الرئيسية ونقابة العمال وإصلاح الأراضي ودعم الميراث الخاص وحقوق الملكية الخاصة إلى حد ما. زادت عضوية الحزب من حوالي 100 عضو إلى 4500 عضو في أوائل الخمسينيات وكان معظم الأعضاء إما المعلمين أو الطلاب. اندمج حزب البعث مع الحزب الاشتراكي العربي بقيادة أكرم الحوراني لإنشاء حزب البعث العربي الاشتراكي في لبنان بعد وصول أديب الشيشكلي إلى السلطة. أعطى الاندماج حركة البعث أول دائرة انتخابية لها وهو معقل الحزب الاشتراكي العربي حماة. معظم أعضاء الحزب الاشتراكي العربي لم يلتزموا بالاندماج وبقيوا وفقا لجورج ألان «الموالين بحماس لشخص الحوراني». كان الاندماج ضعيفا لدرجة أن البنية التحتية الأصلية لم تتغير. مع صعود جمال عبد الناصر في مصر والقومية العربية نما حزب البعث بسرعة. في عام 1955 قرر الحزب دعم الرئيس المصري جمال عبد الناصر وسياساته العربية.

## الانتخابات والجمهورية العربية المتحدة والأحزاب: 1954-1961

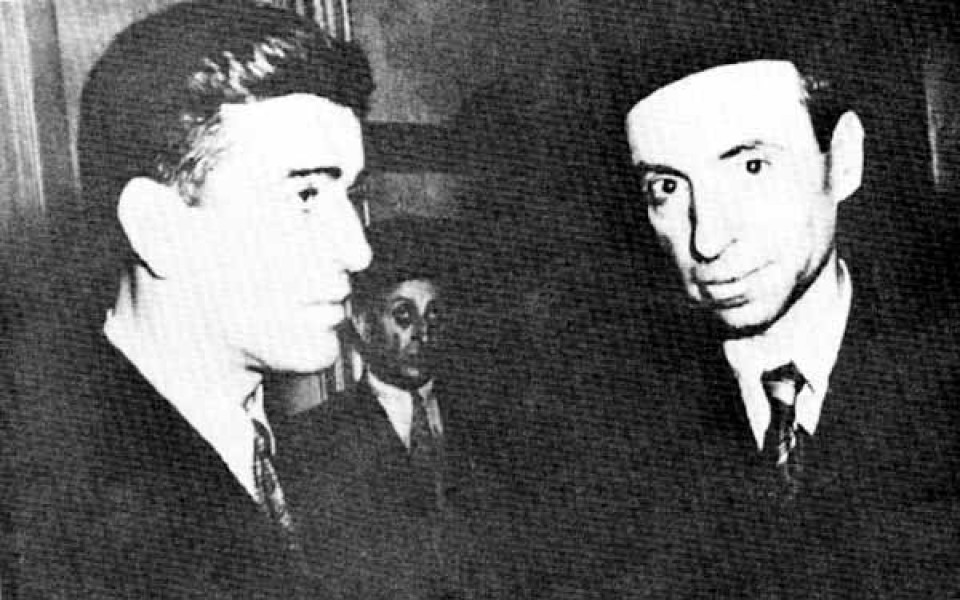
أكرم الحوراني (يسار) مع ميشيل عفلق في عام 1957.

اتخذت السياسة السورية منعطفا دراماتيكيا في عام 1954 عندما تم الإطاحة بحكومة أديب الشيشكلي العسكرية واستعادة النظام الديمقراطي. فاز حزب البعث الذي أصبح الآن منظمة كبيرة وشعبية بخمسة عشر مقعدا من أصل 142 مقعدا في الانتخابات السورية في ذلك العام ليصبح ثاني أكبر حزب في البرلمان. كان معظم أعضاء البرلمان الجدد من المستقلين. كان حزب البعث من أكثر الأحزاب تنظيما في البرلمان الذي ينافسه الحزب الشيوعي السوري وحزب الشعب. كان الحزب الشيوعي السوري وحزب البعث هما الحزبان الوحيدان اللذان تمكنا من تنظيم احتجاجات جماهيرية بين العمال.
دعم حزب البعث من قبل المثقفين بسبب موقفهم المؤيد لمصر والمعارض للإمبريالية ودعوتهم للإصلاح الاجتماعي. واجه البعث منافسة كبيرة من الأعداء الأيديولوجيين لا سيما الحزب السوري القومي الاجتماعي الذي دعم إنشاء سوريا الكبرى. كان الخصم الرئيسي لحزب البعث هو حزب الشعب الجمهوري الذي كان دعمه للصراع الطبقي والعالمية حرجا للبعث. كل هذه الأحزاب تتنافس مع بعضها البعض والإسلاميين في نشاط على مستوى الشارع وسعت للحصول على الدعم بين الجيش.
أتاح اغتيال العقيد البعثي عدنان المالكي عضو في حزب الشعب الوطني في أبريل 1955 لحزب البعث وحلفائه شن حملة قمع وبالتالي القضاء على أحد المنافسين. في عام 1957 شارك حزب البعث مع حزب الشعب الجمهوري في إضعاف سلطة الأحزاب المحافظة في سوريا. بحلول نهاية ذلك العام أضعف حزب الشعب الاشتراكي حزب البعث إلى حد أنه في ديسمبر قام حزب البعث بصياغة مشروع قانون يدعو إلى إقامة اتحاد مع مصر وهي خطوة كانت تحظى بشعبية كبيرة. بدأ الاتحاد بين مصر وسوريا وأنشئت الجمهورية العربية المتحدة وحظر حزب البعث في الجمهورية العربية المتحدة بسبب عدائية ناصر لأحزاب أخرى غير حزبه. حلت قيادة البعث الحزب في عام 1958 مراهنين على أن إضفاء الشرعية على بعض الأحزاب سوف يضر باللجنة أكثر مما كان عليه البعث.
في الوقت نفسه شاهدت مجموعة صغيرة من ضباط البعثيين السوريين المتمركزين في مصر موقف الحزب السيئ وتزايد هشاشة الاتحاد بقلق. شكلوا لجنة عسكرية سرية كان أعضائها أولهم المقدم محمد عمران واللواء صلاح جديد والنقيب حافظ الأسد. في البداية لم تلعب اللجنة دورا سياسيا في الحركة البعثية ومن غير الواضح ما إذا كان المسؤولون البعثيون البارزون يعرفون وجود اللجنة العسكرية قبل ثورة الثامن من آذار.
أدى الانقلاب العسكري في دمشق في عام 1961 إلى وضع حد للجمهورية العربية المتحدة. وقع ستة عشر من السياسيين البارزين بمن فيهم الحوراني وصلاح الدين البيطار - الذين انسحبوا لاحقا - بيانا يؤيد الانقلاب. فاز البعثيون بعدد من المقاعد خلال الانتخابات البرلمانية عام 1961.

## الثورة والانفصال في 1966: 1962-1966

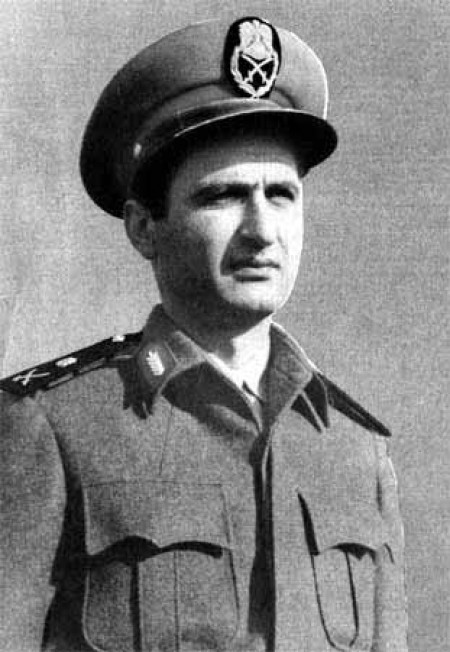
جدید أحد الأعضاء البارزين في اللجنة العسکریة وقائد انقلاب 1966.

كان الانفصال عن الجمهورية العربية المتحدة في نفس وقت اندلاع الأزمات في الحزب حيث عدة مجموعات بما في ذلك الحوراني قرروا مغادرة حزب البعث. استقال الحوراني رسميا في 20 يونيو 1962 وأعيد تأسيس الحزب الاشتراكي العربي لكن نداءه الشعبي قد أضعف على مر السنين وكان معقل الحزب الاشتراكي العربي الوحيد في محافظة حماة. في عام 1962 عقد عفلق مؤتمرا أعاد تأسيس حزب البعث. انقسمت الفرقة في حزب البعث الأصلي بين القيادة الوطنية بقيادة ميشيل عفلق و«الاقليميين» في الحزب السوري من تفكك الجمهورية العربية المتحدة. سعى عفلق إلى السيطرة على العناصر الإقليمية - وهي مجموعة غير متماسكة يقودها فائز الجاسم ويوسف زويين ومنير العبد الله وإبراهيم مخوس. أشاد الإقليميون من بلدات في الأطراف السورية حيث لم تحل هياكل حزب البعث المحلي خلال سنوات النقابة مع ناصر. حافظ عفلق على دعم غالبية أعضاء القيادة الوطنية غير السورية (13 في ذلك الوقت).
عقد عفلق المؤتمر الخامس في حمص. لم يتم دعوة الحوراني. الخلايا التي تحدت أوامر عفلق ظلت نشطة ولم يدع البعثيون الذين أصبحوا ناصريين خلال فترة ولاية الجمهورية العربية المتحدة إلى المؤتمر. أعيد انتخاب عفلق الأمین العام للقیادة الوطنیة وأمر بإعادة تأسیس منظمة البعث السوریة الإقلیمیة. خلال المؤتمر اتصل عفلق واللجنة العسكرية من خلال محمد عمران لأول مرة. طلبت اللجنة الإذن لبدء انقلاب وهو ما دعمه عفلق. لم تظهر اللجنة العسكرية نفسها على الجناح المدني للحزب في هذا المؤتمر.
في أعقاب نجاح انقلاب فبراير 1963 في العراق بقيادة الخلية العراقية لحزب البعث دعت اللجنة العسكرية على عجل إلى التخطيط لانقلاب ضد رئاسة ناظم القدسي. كان الانقلاب - الذي أطلق عليه ثورة الثامن من آذار - ناجحا وتم تنصيب حكومة بعثية في سوريا. كان ترتيب المتآمرين الأول هو إنشاء المجلس الوطني لقيادة الثورة الذي يتألف بالكامل من البعثيين والناصريين وكان يسيطر عليه العسكريون وليس المدنيين.
بينما وصل حزب البعث إلى السلطة فقد واجه مشاكل في الاقتتال الداخلي. اضطرت اللجنة العسكرية التي كانت أقلية ضئيلة من أعضاء حزب البعث الصغير إلى الحكم بالقوة. كان حزب البعث الذي كان يضم 2500 عضو فقط في منتصف عام 1963 يفتقر إلى قاعدة شعبية. دعا حنا بطاطو في الفترة من 1963 إلى 1970 إلى «البعث الانتقالي» وكتب أن «البعث القديم» تم إزالته واستعيض عنه ب«البعث الجديد» بقيادة صلاح جديد وحافظ الأسد في عام 1966.
كان الجناح المدني مزدحما مع الاقتتال الداخلي بين الفصائل الاشتراكية المتطرفة والفصائل المعتدلة في حين كان الجيش أكثر توحدا. حشدت القيادة الإقليمية السورية ببطء السلطات بإضعاف القيادة الوطنية وبلغت ذروتها في الانقلاب السوري عام 1966. وفقا لبطاطو صراع السلطة لم يكن ايديولوجية في الطابع:
عمل جدید کأمني مساعد للقیادة الإقلیمیة للحزب في سوریا بینما عمل الجنرال أمين الحافظ کأمني إقلیمي. أوقف الحافظ جدید کرئیس أركان القوات المسلحة مما أجبر جدید علی الترکیز علی بناء قاعدة دعم داخل الحزب. في 21 ديسمبر 1965 حلت القيادة الوطنية القيادة الإقليمية السورية وفي 18 فبراير 1966 ندد عفلق بأن الجماعة الجديدة هي انحراف انفصالي إقليمي. حدث انقلاب في 23 فبراير 1966 وهو الانقلاب الأكثر دموية الذي شهدته سوريا منذ عام 1949. استولى جديد والقيادة الإقليمية السورية بدعم من وحدات الجيش الخاضعة لسيطرتها على السلطة. كان قادة الانقلاب الآخرون الضابط البعثي حافظ الأسد ونور الدين الأتاسي. طرد حكام سوريا الجدد أعضاء القيادة الوطنية السابقين من الحزب ومن سوريا. أطلق سراح عفلق والبيطار من السجن وذهبا إلى المنفى بعد فترة قصيرة من الانقلاب. قسم هذا الأمر بشكل فعال القيادة الوطنية لحزب البعث إلى اثنين: أحدهما في سوريا والآخر في العراق. في سوريا أصبح السياسيون المدنيون البعثيون قادة مؤسسات الدولة. أصبح الأتاسي رئيسا وأصبح يوسف زويين رئيس الوزراء وأصبح إبراهيم مخوس وزير الشؤون الخارجية. حاول جدید تجنب الشکوك ضد دکتاتوریة عسکریة ولم ینضم إلی الحکومة رسمیا. خلال محاولة انقلاب في سبتمبر 1966 شكلت «كتائب العمال» مستوحاة من الحرس الأحمر لجمهورية الصين الشعبية للدفاع عن الحكومة.

## عصر الأسد: 1970-2024

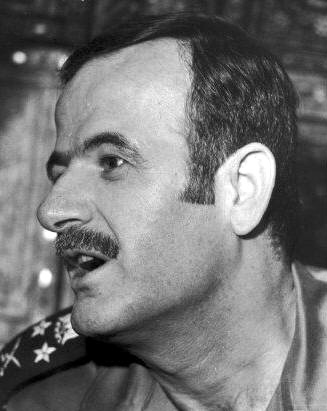
حافظ الأسد يعتبر هو المؤسس الحقيقي للدولة البعثية في سوريا

بعد حرب 1967 ازدادت التوترات بين صلاح جديد وحافظ الأسد وعزز الأسد وشركاؤه من قبضة حزب البعث على الجيش العربي السوري. في أواخر عام 1968 بدأوا في تفكيك شبكة دعم جديد التي تواجه مقاومة غير فعالة من الفرع المدني للحزب الذي ظل تحت سيطرة جديد. استمرت هذه الازدواجية في السلطة البعثية حتى الثورة التصحيحية البعثية بقيادة حافظ الأسد في نوفمبر 1970 عندما أطاح الضابط البعثي حافظ الأسد بصلاح جديد والأتاسي وسجنهما. ثم وضع مشروعا لبناء حزب البعث العربي الاشتراكي وتقوية سلطة حزب البعث على مؤسسات الدولة السورية بسرعة وأعاد فتح مجلس الشعب السوري واعتمد دستورا دائما للبلد كان يحكمه قانون عسكري ووثائق دستورية مؤقتة منذ عام 1963.

### المؤتمر الإقليمي الثامن: 1985-2000
انتخب المؤتمر الإقليمي الثامن (الذي عقد في الفترة من 5 إلى 20 يناير 1985) وهو الأخير الذي عقد تحت إشراف حافظ الأسد اللجنة المركزية التي انتخبت بدورها قيادة إقليمية قوامها 21 عضوا. نظرا للطبيعة المركزية للسياسة السورية لم يحافظ حافظ الأسد على مؤتمر إقليمي آخر من أجل تقويض إمكانات كبار قادة الحزب الآخرين في إنشاء قواعدهم الذاتية المستقلة. بينما كانت اللجنة المركزية نشطة في الفترة من عام 1985 إلى عام 2000 نادرا ما اجتمعت واستخدمت كأداة لقرارات الطوابع المطاطية.
فيما يلي قائمة بالأشخاص المنتخبين للقيادة الإقليمية الثامنة:
| أعضاء القيادة الإقليمية | أعضاء القيادة الإقليمية | أعضاء القيادة الإقليمية    | أعضاء القيادة الإقليمية |
| --- | --- | -------------------------- | ----------------------- |
| \| 1. حافظ الأسد 2. عبد الله الأحمر 3. زهير مشارقة 4. عبد الحليم خدام 5. رفعت الأسد 6. محمود الزعبي 7. عبد الرؤوف الكسم 8. مصطفى طلاس 9. عز الدين ناصر 10. توفيق صالح 11. سعيد حمدي \| 12. سليمان قداح 13. وليد حمدون 14. وهيب طنوس 15. عبد القادر قدورة 16. حكمت الشهابي 17. أحمد قبلان 18. عبد الرزاق أيوب 19. أحمد درغام 20. فايز ناصر 21. راشد أختريني \| | |                            |                         |
| رؤساء المكاتب الإقليمية | |                            |                         |
| مكتب المنظمة الشعبية | راشد أختريني | مكتب الأمن القومي          | عبد الرؤوف الكسم        |
| مكتب المنظمة | فايز ناصر | مكتب الأيديولوجيا والتلقين | أحمد درغام              |
| المكتب العسكري | مصطفى طلاس | مكتب التعليم               | عبد الرزاق أيوب         |
| مكتب الفلاحين | أحمد قبلان | مكتب الشباب والرياضة       | وليد حمدون              |
| مكتب التعليم العالي | وهيب طنوس | مكتب النقابات المهنية      | توفيق صلاح              |
| مكتب العمال | عز الدين ناصر |                            |                         |
| 1. حافظ الأسد 2. عبد الله الأحمر 3. زهير مشارقة 4. عبد الحليم خدام 5. رفعت الأسد 6. محمود الزعبي 7. عبد الرؤوف الكسم 8. مصطفى طلاس 9. عز الدين ناصر 10. توفيق صالح 11. سعيد حمدي | 12. سليمان قداح 13. وليد حمدون 14. وهيب طنوس 15. عبد القادر قدورة 16. حكمت الشهابي 17. أحمد قبلان 18. عبد الرزاق أيوب 19. أحمد درغام 20. فايز ناصر 21. راشد أختريني |                            |                         |

توفي حافظ الأسد في منصبه كرئيس لسوريا الأمين العام للقيادة الوطنية والأمين الإقليمي للقيادة الإقليمية في 10 يونيو 2000 وخلفه ابنه بشار الأسد رئيسا للبلاد وأمينا عام للقيادة القطرية لحزب البعث الحاكم في 17 يونيو و24 يونيو على التوالي حيث خلفه عبد الله الأحمر بحكم الواقع أمينا عاما للقيادة الوطنية من خلال مكتبه الأمين العام المساعد – حافظ حتى لو مات لا يزال الأمين العام للقيادة الوطنية بحكم القانون.

### المؤتمر الإقليمي التاسع: 2000-2005
خطط حافظ الأسد لعقد المؤتمر الإقليمي التاسع لكنه توفي قبل أن يتسنى عقده. انتخب سليمان قداح رئيسا للكونغرس[ما هي؟]
. في حين كان من المقرر أن يستمر المؤتمر خمسة أيام تم تخفيضه إلى ثلاثة «لتسريع إجراءات ترشيح الأسد للرئاسة». حضر المؤتمر 950 مندوبا في حين حضر 200 من أعضاء الجبهة الوطنية التقدمية كمراقبين. انتخب المؤتمر الإقليمي التاسع (الذي عقد في الفترة من 17 إلى 21 يونيو 2000) قيادة إقليمية جديدة تتألف من 21 عضوا جديدا. في 19 يونيو أعلن أن بشار الأسد سيترأس لجنة من ستة أعضاء مسؤولة عن اختيار مرشحين للقيادة الإقليمية التاسعة. تألفت اللجنة من بشار الأسد وعبد الحليم خدام وزهير مشارقة ومصطفى طلاس وعبد الله الأحمر وسليمان قداح.
من الملاحظ أن عز الدين ناصر ورشيد أختريني لم يعينوا في القيادة القطرية في المؤتمر القطري التاسع للحزب. ومع ذلك يشاع أن رشيد أختريني أسقط لأنه أدين بالفساد. انتخب بشار الأسد سكرتير إقليمي بعد يومين من المؤتمر من قبل القيادة الإقليمية المنتخبة حديثا. فيما يلي قائمة بأعضاء القيادة الإقليمية التاسعة:
| 1. بشار الأسد (رئيس الجمهورية والأمين القطري لحزب البعث) 2. عبد الله الأحمر (الأمين العام المساعد لحزب البعث) 3. عبد الحليم خدام (نائب رئيس الجمهورية) 4. سليمان قداح (شاغل الوظيفة) 5. زهير مشارقة (نائب رئيس الجمهورية) 6. عبد القادر قدورة (شاغل الوظيفة) 7. فايز ناصر (شاغل الوظيفة) 8. أحمد درغام (شاغل الوظيفة) 9. مصطفى طلاس (وزير الدفاع السوري) 10. وليد حمدون (شاغل الوظيفة) 11. محمد مصطفى ميرو | 12. محمد ناجي عطري 13. فاروق الشرع (وزير الخارجية السوري) 14. سلام ياسين 15. إبراهيم هنيدي 16. فاروق أبو شامات 17. غياب بركات 18. وليد البوز 19. محمد الحسين 20. ماجد شدود 21. محمد سعيد بخيتان |

في المؤتمر القطري التاسع وهو أول اجتماع من نوعه منذ ديسمبر 1985 أكد الرئيس السوري بشار الأسد على الحاجة إلى تجديد صورة حزب البعث وأيديولوجيته. لأول مرة في ظل حكم حزب البعث بقيادة الأسد تم التنافس على انتخابات المقاعد في المؤتمر القطري التاسع بشكل ديمقراطي. كانت النتيجة أن العديد من البعثيين الشباب انتخبوا في قمة السلطة الحزبية الحاكمة. من بين أعضاء اللجنة المركزية التسعين الذين انتخبوا في المؤتمر كان اثنان وستون منهم من الأعضاء الجدد. في الوقت نفسه خفض الأسد التمثيل العسكري في القيادة الإقليمية مع زيادة حصته في اللجنة المركزية.
نوقشت الحالة الاقتصادية على نطاق واسع في المؤتمر الإقليمي التاسع. اقترح العديد من المندوبين نسخ الإصلاحات الاقتصادية في الصين. يرجع السبب إلى أوجه التشابه التي تشترك فيها البلدان حيث أن الصين هي نظام الحزب الواحد الذي تم إصلاحه من الاقتصاد المركزي المخطط إلى اقتصاد السوق الاشتراكي. دعم بشار الأسد إدخال إصلاحات في سوريا تشبه ماقامت به الصين ولكن كما سيثبت لاحقا عملت الأطراف ذات المصلحة المالية في الوضع الراهن والمعارضة الأيديولوجية بجد ضد هذه التدابير.

### المؤتمر القطري العاشر لحزب البعث عام 2005

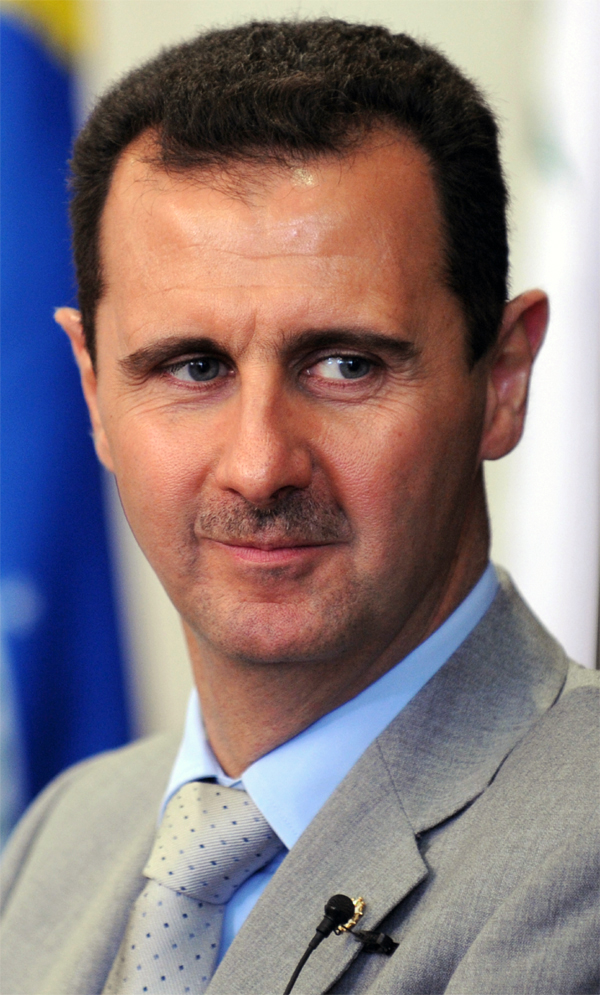
بشار الأسد الأمين العام للقيادة القطرية لحزب البعث الحاكم في سوريا ورئيس الجمهورية.

انتخبت القيادة الإقليمية العاشرة سليمان قداح ووليد البوز رئيسا ونائبا للرئيس على التوالي للمؤتمر الإقليمي العاشر (الذي عقد في 6-9 يونيو 2005). عقد المؤتمر الإقليمي العاشر تحت شعار «التنمية والتجديد والإصلاح». كان الاتجاه الإصلاحي داخل الحزب نشطا خلال الحملة الانتخابية التي سيتم انتخابها كمندوب للمؤتمر الإقليمي العاشر. تم انتخاب المنتخبين لإصلاحات إدارية وخدمية وتحسين القطاع العام في الوقت الذي انتقد فيه انتهازية كوادر الحزب الرفيعي المستوى ولكن لم ينتقد بشار الأسد وأنظمة الزبائنية والمحسوبية. لكن بسبب الإجراءات غير الديمقراطية في انتخابات المندوبين لم تتمكن كوادر الحزب الإصلاحي من الترشح للانتخابات في المؤتمر الإقليمي العاشر. أدى ذلك إلى احتجاجات في دمشق وأبرزها جامعة دمشق. استجابت قيادة الحزب لهذه الضغوط بالموافقة على ما بين مائة إلى مائة وخمسين من الكوادر كمرشحين. ومع ذلك في النهاية فشل المرشحون الإصلاحيون في انتخابهم بسبب نظام الحزب غير الديمقراطي. كثير من كبار الكوادر من المستوى المركزي مثل زهير إبراهيم جبور من جامعة تشرين وأحمد الحاج علي عضو لجنة تطوير حزب الفكر في حزب البعث والرئيس السابق لمكتب الحزب في اللجنة المركزية وأعرب عن دعمه للإصلاحيين ودعا إلى إضفاء الطابع الديمقراطي على النظام الحزبي.
انتخب المؤتمر قيادة إقليمية جديدة والذي تكون من 14 عضوا عكس المؤتمر الإقليمي التاسع الذي تم انتخاب 21 عضو لقيادته الإقليمية. كان التغيير الأكثر وضوحا الذي قرر في المؤتمر هو استبدال غالبية أعضاء الحرس القديم بالموالين لبشار. من بين أعضاء «الحرس القديم» الذين حلوا محلهم أو قدموا استقالتهم نواب الرئيس خدام ومحمد زهير مشارقة ومصطفى طلاس والأمين العام المساعد للقيادة الوطنية عبد الله الأحمر ومساعد الأمين الإقليمي سليمان قداح ورئيس البرلمان السابق عبد القادر قدورة ورئيس الوزراء السابق محمد مصطفى ميرو. تجدر الإشارة إلى أن العديد من الموالين لبشار الذين انضموا إلى القيادة الإقليمية في المؤتمر الإقليمي التاسع تم استبدالهم أيضا من بينهم بهجت سليمان وماجد شادود وغياب بركات ووليد البوز. كان الأعضاء الجدد أكثر من غيرهم من السياسيين المحنكين ومن بينهم محمد سعيد بخيتان مساعد الأمين الإقليمي الحالي وهشام اختيار رئيس مكتب الأمن القومي البعثي. كان استقالة خدام في العديد من النواحي مفاجئا برؤية أنه كان ثاني أكثر الرموز وضوحا لحكومة البعث بعد حافظ الأسد. أشار إزالته إلى صعود نجم بشار الأسد إلى القيادة القطرية لحزب البعث بينما على العكس من ذلك سقوط الحرس القديم. فيما يلي قائمة بأعضاء القيادة الإقليمية العاشرة:
| أعضاء القيادة الإقليمية | أعضاء القيادة الإقليمية | أعضاء القيادة الإقليمية | أعضاء القيادة الإقليمية |
| --- | --- | ----------------------- | ----------------------- |
| \| 1. بشار الأسد (شاغل) 2. محمود الأبرش 3. محمد ناجي العطري (شاغل الوظيفة) 4. فاروق الشرع (شاغل الوظيفة) 5. محمد الحسين (شاغل الوظيفة) 6. حسن توركماني 7. هشام اختيار \| 8. أسامة بن حامد عدي 9. ياسر توفيق حورية 10. بسام جانبيه 11. سعيد داود إليا 12. محمد سعيد بخيتان (شاغل الوظيفة) 13. هيثم ساتايهي 14. شاهيناز فاكوش \| | |                         |                         |
| رؤساء المكاتب الإقليمية | |                         |                         |
| مكتب الأمانة | محمد سعيد بخيتان | مكتب الأمن القومي       | هشام اختيار             |
| مكتب المنظمة | سعيد داود عليا | مكتب التحضير            | هيثم ساتايهي            |
| المكتب العسكري | مصطفى طلاس | مكتب التربية والكشافة   | ياسر توفيق حورية        |
| مكتب الفلاحين | أسامة بن حامد عدي | مكتب المالية            | محمد سعيد بخيتان        |
| المكتب القانوني | بسام جانبيه | مكتب الاقتصاد الوطني    | محمد الحسين             |
| مكتب الطلاب | ياسر توفيق حورية | مكتب الشباب والرياضة    | شاهيناز فاكوش           |
| مكتب التعليم العالي والبحث العلمي | ياسر توفيق حورية | مكتب الجمعيات المهنية   | بسام جانبيه             |
| مكتب العمال | أسامة بن حامد عدي |                         |                         |
| 1. بشار الأسد (شاغل) 2. محمود الأبرش 3. محمد ناجي العطري (شاغل الوظيفة) 4. فاروق الشرع (شاغل الوظيفة) 5. محمد الحسين (شاغل الوظيفة) 6. حسن توركماني 7. هشام اختيار | 8. أسامة بن حامد عدي 9. ياسر توفيق حورية 10. بسام جانبيه 11. سعيد داود إليا 12. محمد سعيد بخيتان (شاغل الوظيفة) 13. هيثم ساتايهي 14. شاهيناز فاكوش |                         |                         |

في المؤتمر أكد بشار أن «الحزب لا يمتلك الدولة» وذكر أن رئيس الوزراء والحكومة يجب أن يكونا مستقلين عن الحزب. كما ناقش المؤتمر إمكانية إدخال اقتصاد السوق في سوريا. تقرر في نهاية المطاف إدخال «اقتصاد السوق الاجتماعي» مع الأخذ في الوقت نفسه بضمانات حتى لا تجتاح سوريا النظام الرأسمالي العالمي. ومع ذلك فقد تقرر في المؤتمر الإقليمي أن كلا من رئيس الوزراء ورئيس البرلمان يجب أن يكونوا أعضاء في القيادة الإقليمية وبالتالي إضعاف سلطات كل من صاحب المكتب. ناقش المؤتمر إمكانية تغيير اسم الحزب من حزب البعث العربي الاشتراكي إلى حزب البعث العربي الاشتراكي في المنطقة السورية لتقليل مؤهلات الحزب القومي العربي أو حزب البعث الديمقراطي مؤهلات الحزب الاشتراكية. بل إن بعض الذين أوصوا بتغيير شعار الحزب من «الوحدة والحرية والاشتراكية» إلى «الوحدة والديمقراطية والعدالة الاجتماعية» من أجل تعزيز نداء الحزب الديمقراطي. بل إن البعض طرح فكرة تعريف الحزب بأنه «منظمة سياسية ديمقراطية وطنية اشتراكية ديمقراطية تكافح من أجل تحقيق الأهداف العظيمة للأمة العربية للوحدة والحرية والاشتراكية» القائمة على «مبادئ المواطنة والديمقراطية واحترام حقوق الإنسان وإعمال العدالة بين المواطنين». أخيرا كانت هناك محادثات حول حل كل من القيادة الإقليمية والوطنية واستبداله بقيادة حزب مقترح لجعل بشار الأسد سكرتير الحزب العام.
حتى المؤتمر الإقليمي العاشر تردد أن بشار الأسد كان مصلح خزانة سعيا لإدخال اقتصاد السوق وأفكار ديمقراطية ليبرالية إلى سوريا. بالنسبة لأولئك الذين يعتقدون أن هذه شائعات المؤتمر الإقليمي العاشر كان خيبة أمل. لم تتغير عقيدة الحزب لكنها قللت من حجمها وقلت إلى شعارات. يأتي ذكر الوحدة العربية في الدستور البعثي مرة واحدة بالمرور ومطالبة الدول العربية الأخرى بالثورة لإدخال الاشتراكية. بشكل عام عكس المؤتمر الإقليمي العاشر اتجاه تعزيز الحزب وأصبح الحزب مرة أخرى مؤسسة للسيطرة على الجمهور. من بين العوائق المركزية في المؤتمر الحاجة إلى «إعادة تنشيط» الحزب ومع ذلك في حين دعمت دولي في المؤتمر لا توجد أي علامات على أن الحزب أصبح أكثر نشاطا أو ديناميكية. أيد المؤتمر رسميا المزيد من الديمقراطية في المجتمع وفصل الحزب من الحكومة إلى درجات معينة والإصلاح الاقتصادي وحملة لمكافحة الفساد.

### الحرب الأهلية السورية: 2011 - حتى الآن

شعار حزب البعث الحاكم في سوريا.

وفقا لمحللين أجانب لعب حزب البعث الحاكم دورا رئيسيا في الحرب الأهلية السورية وأصبح أكثر قوة في مساندة حكومة الأسد للبقاء في السلطة. في المناطق التي انهارت فيها مؤسسات حزب البعث استجابت السلطات من خلال إنشاء مؤسسات الدولة البعثية لأخذ مكانها وترك كوادر الحزب في أماكن معينة بلا قيادة. وفقا لسهيل بلحاج مؤلف سوريا بشار الأسد - تشريح النظام الاستبدادي: «لقد فشلت خسارة القيادة الإقليمية للنفوذ إلى كما أن اليوم وبصرف النظر عن فرع الحزب في قوات الأمن فإن جميع فروع البعث سواء على مستوى المحافظات أو المقاطعات هي عملية وهي قادرة على قيادة العملية السياسية والقيادة الإقليمية بشأن الوضع على الأرض أو تقديم معلومات اقتصادية واجتماعية بالإضافة إلى أن قادة القيادة الإقليمية شهدوا اغتراب أمناء الفروع وهم أكبر ممثلي حزب البعث في المحافظات». «مسؤولون أثريون قد انشقوا عن أن ما يقرب من نصف الأعضاء البالغ عددهم 2.5 مليون شخص (وهو رقم يعود تاريخه إلى الحرب الأهلية السورية) تركوا الحزب خوفا من سقوط النظام البعثي والرئيس الأسد. دمر مقر الحزب في حمص ودرعا. في حين أن بقايا الطبقة على مستوى المحافظات في هيكل حزب البعث لا تزال سليمة فإن مستوى المقاطعة قد انحسر تدريجيا وسوف يستمر في ذلك. أما المجالس البلدية التي يسيطر عليها تمثيل الأغلبية في البعث فهي في حالة من الفوضى». على سبيل المثال تدهور فرع الحزب عندما طلب فرع درعا من 3000 إلى 4000 من كوادر الحزب في دعم لحكومة الأسد ظهرت أقل من 100 شخص. أدى ذلك إلى اضطرار سكرتير الفرع إلى «عقد اجتماع متواضع بدلا من ذلك».
بسبب الخسائر في صفوف قوات الأسد في معاركها مع الجيش السوري الحر وجبهة النصرة لم تعد القيادة القطرية لحزب البعث تسيطر على كافة المناطق بالدولة السورية وعانت اللجنة المركزية والمكتب العسكري من نفس الإيمان. بعد إجراء العديد من الانتخابات الشعبية لانتخاب المندوبين إلى المؤتمر القطري الحادي عشر تم تأجيل المؤتمر بسبب الحرب الأهلية إلى أجل غير مسمى في فبراير 2012.
في 8 يوليو 2013 انتخبت اللجنة المركزية التي تعقد للمرة الأولى منذ عام 2005 قيادة إقليمية جديدة تتألف من 16 عضوا. عقد بشار الأسد اجتماعا لمناقشة حزب البعث الأداء وكوادره للتغلب على الوضع الراهن الذي يواجه سوريا. ذكرت الوكالة العربية السورية للأنباء أن "خطابات الأعضاء تناولت أداء الحزب خلال الأزمة ودوره في الدفاع عن الوطن في حين انتقدت خطابات أخرى دور كوادر البعث في هذه المرحلة الحساسة. اعتبر بسام أبو عبد الله مدير مركز دمشق للدراسات الاستراتيجية أن هناك تغييرات حدثت بسبب "الانتقادات من داخل القاعدة نحو القيادة التي اتهمت بأنها غير مرنة بعد الأزمة [...] التغيير الكامل يشير إلى فشل القيادة وعدم الرضا عن داخل حزب البعث ". علق المعلق السوري عدنان عبد الرزاق على أن التغييرات ليست تجميلية فقط مشيرا إلى أن "الأسد غير الأسماء ولكنه لم يغير دور قيادة البعث للدولة السورية". فيما يلي قائمة بأعضاء القيادة الإقليمية العاشرة التي أعيد تشكيلها الآن:
| أعضاء القيادة الإقليمية | أعضاء القيادة الإقليمية | أعضاء القيادة الإقليمية | أعضاء القيادة الإقليمية |
| --- | --- | ----------------------- | ----------------------- |
| \| 1. بشار الأسد (الأمين القطري لحزب البعث) 2. وائل الحلقي 3. محمد جهاد اللحام 4. عمار الساعاتي 5. عماد خميس 6. محمد شعبان عزوز 7. هلال هلال أمين 8. عبد الناصر شافي \| 9. عبد المعطي المشلاب 10. فيروز موسى 11. راكان الشوفي 12. يوسف الأحمد 13. نجم الأحمد 14. خلف المفتاح 15. حسين عرنوس 16. مالك علي \| | |                         |                         |
| رؤساء المكاتب الإقليمية | |                         |                         |
| مكتب الأمانة | يوسف أحمد | مكتب الأمن القومي       | علي مملوك               |
| مكتب المنظمة | عبد المعطي المشلب | مكتب التربية والكشافة   | فيروز موسى              |
| مكتب الفلاحين | عبد الناصر شافي | مكتب الشباب والرياضة    | عمار الساعاتي           |
| مكتب التعليم العالي | فيروز موسى | مكتب الجمعيات المهنية   | راكان الشوفي            |
| مكتب العمال | محمد شعبان عزوز | مكتب الثقافة والإعلام   | يوسف أحمد               |
| 1. بشار الأسد (الأمين القطري لحزب البعث) 2. وائل الحلقي 3. محمد جهاد اللحام 4. عمار الساعاتي 5. عماد خميس 6. محمد شعبان عزوز 7. هلال هلال أمين 8. عبد الناصر شافي | 9. عبد المعطي المشلاب 10. فيروز موسى 11. راكان الشوفي 12. يوسف الأحمد 13. نجم الأحمد 14. خلف المفتاح 15. حسين عرنوس 16. مالك علي |                         |                         |

بعد يومين في مقابلة رسمية مع الأمين القطري لحزب البعث السوري الرئيس بشار الأسد ذكر أن أعضاء القيادة القطرية الذين تم إعفاءهم أزيلوا لأنهم ارتكبوا «أخطاء». أضاف قائلا: «هذا هو الدور الحقيقي للجنة المركزية لحزب البعث التي يفترض أن يحاسب القيادات (أعضاء القيادة القطرية لحزب البعث) على أساس منتظم وهذا لم يحدث في السنوات الأخيرة». خلص إلى أن اللجنة المركزية قد فشلت في مهمتها ولكنها لم تعد كذلك.